# Bázel
Bázel (németül: Basel, franciául: Bâle, olaszul: Basilea, latinul: Basilia) Svájc északnyugati részén, a svájci-német-francia hármashatárnál, a Rajna két partján elterülő város. Svájc harmadik legnagyobb városa és egyben a Basel-Stadt kanton fővárosa. A 2015. évi adatok alapján 175 131 lakosa van, de a háromországos agglomerációjában mintegy 731 000 ember él.
A Rajna jobb partján Kleinbasel, a bal partján Grossbasel városrész terül el. A város központja az óvárosi piactér (németül: Marktplatz) és környéke, ahol a városháza (németül: Rathaus) is áll. A belváros egy része autómentes, ezeken a helyeken villamossal lehet közlekedni. Bázel vasúti csomópontot alkot a szomszédos Muttenzcel közösen, ahol Európa egyik legnagyobb rendező pályaudvara található. A bázeli régió teherkikötő a Rajnán keresztül kapcsolatban állnak az Északi-tengerrel is. 
A vegyipar és a gyógyszeripar fontos központja. Bázelben van többek között a Novartis és a Hoffmann-La Roche gyógyszercégek székhelye. Itt található Svájc legrégebbi egyeteme, amelyet 1460-ban alapítottak.
Bázelt gyakran nevezik Svájc kulturális fővárosának. A város számos nemzetközileg elismert múzeumáról ismert, a Bázeli Művészeti Múzeumtól, az első nyilvánosan elérhető művészeti gyűjteménytől Európában (1661) és a legnagyobb művészeti múzeumig egész Svájcban, a Beyeler Alapítványig (Riehenben). Ezen felül a világon a világ legfontosabb Art Basel kiállítását is megrendezik a városban.
2019-ben Basel a Mercer és Zürich és Genf között a világ tíz leginkább élhető városa közé sorolták.

## Földrajz

### Fekvése

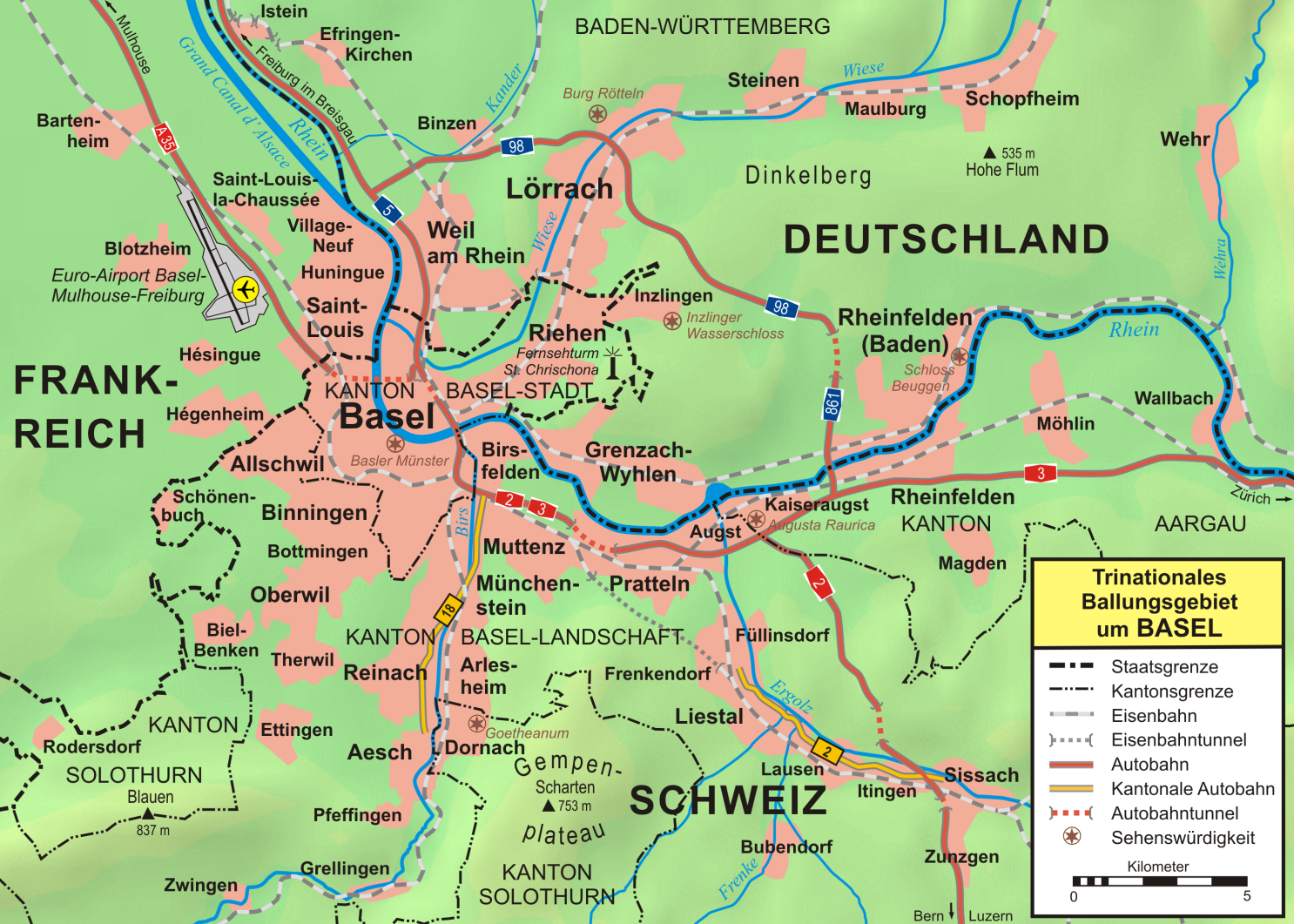
Bázel a hármashatáron

Bázel Északnyugat-Svájcban fekszik a Rajna két partján a német-francia-svájci hármashatáron. A folyó itt a Jura hegység és a Fekete-erdő között közelítőleg derékszögű fordulatot tesz, amelyet Rajna-kanyarnak (németül: Rheinknie) is neveznek. Itt ér véget a Magas-Rajna (németül: Hochrhein) és kezdődik a Felső-Rajna (németül: Oberrhein). A kanyar előtt egy kicsivel torkollik bele a magasabban fekvő déli partról a Birs folyó, amely határfolyó a szomszédos Basel-Landschaft kantonnal. A város mellett terül el a Szt. Albán-tó.
Szerencsés helyzete miatt hamar közlekedési és kereskedelmi csomóponttá nőtte ki magát, így a város ma Európa legsűrűbben lakott települései közé tartozik. Emellett több mint 320 hektár zöldterülettel és 71 hektár erdővel rendelkezik.
Bázel városa valamint Riehen és Bettingen együttes területe (a vízfelületeket is beleszámolva) 3694 hektárt tesz ki, amellyel Basel-Stadt kanton Svájc legkisebb (fél)kantonja. A kis terület ellenére nagy magassági különbségek tapasztalhatók a kantonon belül. A legmélyebb pont a kleinhüningeni kikötőben található 245 méteren, a bázeli Münsterplatz 270 méterrel helyezkedik el a tengerszint felett, míg a kanton legmagasabb pontjai, a St. Chrischona csúcs, 522 méteres. Ott áll a St. Chrischona tv-torony, amely Svájc legmagasabb épülete.
Svájc legrégebbi hivatalos természetvédelmi területe a Bázel keleti részén fekvő Rheinhalde.

Látkép a bázeli székesegyházból a Rajna-kanyarra és Kleinbaselre. Középen felismerhető a Bázeli Vásártorony (németül: Messeturm Basel)

### Éghajlata
A város rajnaivölgyi fekvése és a Burgundiai-kapun beáramló mediterrán levegő miatt enyhébb és naposabb az időjárás, az ősz kevésbé ködös, mint az ország középső részén. Itt a mediterrán éghajlat keveredik a hegyvidéki éghajlattal. Az évi középhőmérséklet 9 °C. A legmelegebb hónapok július és augusztus, amikor a középhőmérséklet 18,1 °C, illetve 17,1 °C. A leghidegebb hónap január és február, 0,2 °C, illetve 1,3 °C középhőmérséklettel. A legtöbb csapadék májustól szept.-ig jellemző. Télen vagy semmilyen, vagy nagyon vékony hótakaró borítja a várost. Évente átlagosan 30 a hótakarós napok száma.
| Hónap                         | Jan. | Feb. | Már. | Ápr. | Máj. | Jún. | Júl. | Aug. | Szep. | Okt. | Nov. | Dec. | Év   |
| ----------------------------- | ---- | ---- | ---- | ---- | ---- | ---- | ---- | ---- | ----- | ---- | ---- | ---- | ---- |
| Átlagos max. hőmérséklet (°C) | 4,5  | 6,4  | 11,2 | 15,2 | 19,6 | 22,9 | 25,3 | 24,7 | 20,3  | 15,2 | 8,7  | 5,2  | 15,0 |
| Átlagos min. hőmérséklet (°C) | −1,1 | −0,5 | 2,5  | 5,1  | 9,2  | 12,4 | 14,5 | 14,2 | 10,9  | 7,4  | 2,7  | 0,1  | 6,5  |
| Átl. csapadékmennyiség (mm)   | 47   | 45   | 55   | 64   | 99   | 86   | 91   | 80   | 78    | 73   | 59   | 66   | 843  |
| Havi napsütéses órák száma    | 71   | 86   | 125  | 153  | 176  | 196  | 224  | 210  | 159   | 113  | 71   | 54   | 1638 |
| Forrás: MeteoSwiss            |      |      |      |      |      |      |      |      |       |      |      |      |      |

### Lakónegyedek
A várost nem kerületekre, hanem 19 lakónegyedre (Quartier) osztják.
Großbaseli (balparti) negyedek
Altstadt Großbasel, Vorstädte, Am Ring, Breite, St. Alban/Gellert, Gundeldingen, Bruderholz, Bachletten, Gotthelf, Iselin és St. Johann.
Kleinbaseli (jobbparti) negyedek
Altstadt Kleinbasel, Clara, Wettstein, Hirzbrunnen, Rosental, Matthäus, Klybeck és Kleinhüningen
| Negyed             | terület (ha) |  | Negyed              | terület (ha) |  |  |
| ------------------ | ------------ |  | ------------------- | ------------ |  |  |
| Altstadt Großbasel | 37,63        |  | Altstadt Kleinbasel | 24,21        |  |  |
| Vorstädte          | 89,66        |  | Clara               | 23,66        |  |  |
| Am Ring            | 90,98        |  | Wettstein           | 75,44        |  |  |
| Breite             | 68,39        |  | Hirzbrunnen         | 305,32       |  |  |
| St. Alban          | 294,46       |  | Rosental            | 64,33        |  |  |
| Gundeldingen       | 123,19       |  | Matthäus            | 59,14        |  |  |
| Bruderholz         | 259,61       |  | Klybeck             | 91,19        |  |  |
| Bachletten         | 151,39       |  | Kleinhüningen       | 136,11       |  |  |
| Gotthelf           | 46,62        |  | Bázel város (Σ)     | 2275,05      |  |  |
| Iselin             | 109,82       |  | Riehen              | 1086,10      |  |  |
| St. Johann         | 223,90       |  | Bettingen           | 222,69       |  |  |
|                    |              |  | Basel-Stadt kanton  | 3583,84      |  |  |

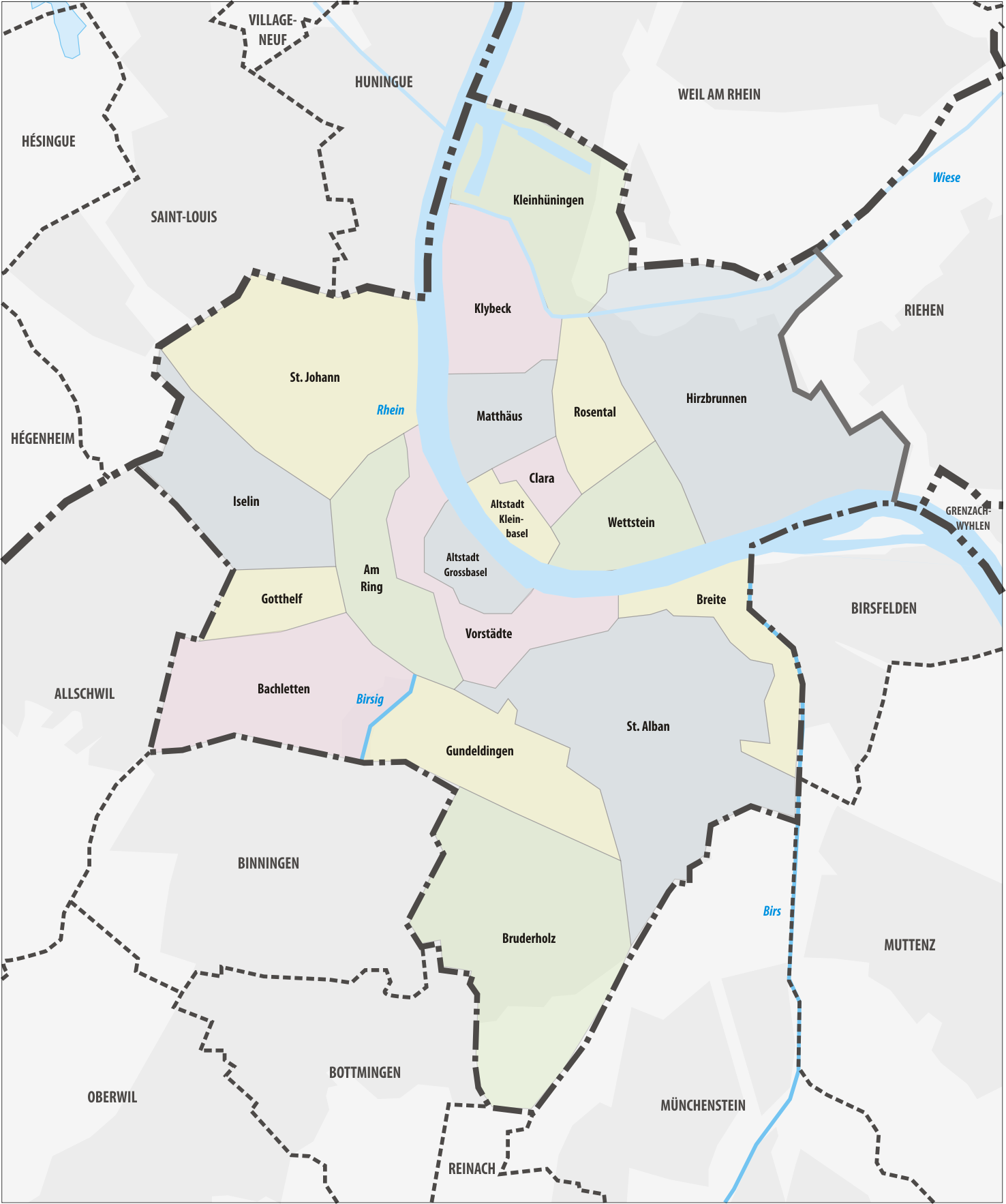
Bázel negyedei

Léteznek még nem hivatalos, de gyakran használt elnevezések is, például a Bachletten és Gotthelf negyedek részét képező „Neubad” nevű terület, „Kannenfeld” a St. Johann-negyed része, „Lehenmatt” a Breite-Quartier része, továbbá a St. Alban-Quartier részét képező „Gellert”, „Dreispitz” és „St. Jakob” is nem hivatalos negyedek.

## Történelem
Az első telepesek a feltételezések szerint a Kr. e. 5. században érkeztek a területre. Kr. e. 150 körül már kelta településként említik.
A rómaiak kr. e. 44-ben foglalták el Bázelt.
A város neve az első írásos emlék alapján Basilia volt (374-ből származik). A münsteri dombon ekkoriban egy erődítmény volt. A várost sokszor támadták meg a germán törzsek. Az 5. században a frankok foglalták el, és 900-ig a Frank Birodalom része volt. Ezután Burgundia része lett. A 7. században püspökség lett a város. 917-ben a magyarok felégették Bázelt. 1032-ben a Német-római Birodalom foglalta el.
II. Henrik császár 1019-ben felszentelte a monostort. 1100 körül városfalat kezdtek el építeni, de csak a 14. század elejére fejezték be. Henrik von Thun püspök alatt 1225 körül építették az első Rajna-hidat.
1348-ban Bázelt megtizedelte a pestis, és a városnak 8 év múlva ismét katasztrófával kellett szembesülnie: Közép-Európa eddigi legnagyobb földrengése és az utána következő tűzvész döntötte romba a várost. 1460-ban II. Piusz pápa megalapítja az első egyetemet a mai Svájc területén. 1471-ben III. Frigyes császár vásárjogot adományozott Bázelnek.
A bázeli zsinat 1431 és 1449 között tartotta ülését, amelyen V. Félix ellenpápát 1439-ben megválasztották. 1433 körül megalapítják az első papírgyárat a városban.
A sváb ill. svájci háborúban 1499-ben Bázel a Svájci államszövetség része lett, ennek ünnepélyes ceremóniája 1501. július 13-án volt. 1529-ben a reformáció elérte a várost. A püspöknek Jurába kellett mennie emiatt. 1543-ban a városban adták ki az első teljes tankönyvet az emberi anatómiáról. A könyv címe De Humanis Corporis Fabrica. 

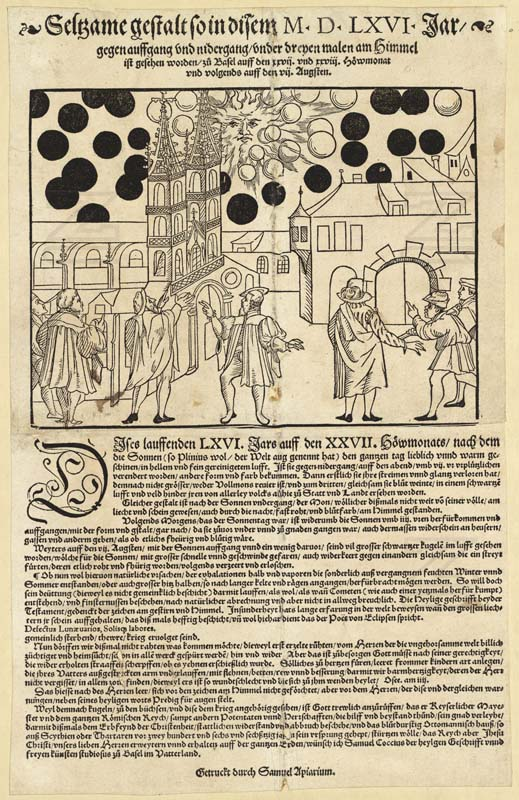
A bázeli „légi csatáról” szóló röpirat címlapja 1566-ból

1566 nyaráról maradt fenn egy érdekes leírás a bázeli „légi ütközetről”, amikor is néhány napig fekete és vörös gömbök „vívtak csatát” az égen. Az esemény leírására később a korai UFO-észlelések egyik ismert példájaként hivatkoztak. (Hasonló incidens Nürnbergben is volt öt évvel korábban.)
A pestis 1576–1578 között ismét felütötte a fejét, és még háromszor visszatért 30 év alatt. Először 1582–1583-ban, aztán 1593–1594 között, majd 1609–1611-ben.
1795-ben a bázeli béke vetett véget Franciaország, Spanyolország és Poroszország háborújának. 1815-ben a bécsi kongresszus a püspökséget felosztotta Bázel és Bern között.
Svájc első vasútja ebben a városban volt. 1844-ben St. Louisból érkezett Bázelbe.
1897. augusztus 26–29. között Herzl Tivadar Bázelben rendezte meg az első Cionista Világkongresszust.
1966-ban a nők is kaptak szavazati jogot, majd 1969-ben új szavazási törvényt vezettek be.
1986. november 1-jén a SANDOZ telepén robbanás történt, amelynek során 150 kg higanytartalmú vegyület jutott a környezetbe, ezért a városban megszólaltak a szirénák, s a környékbeli házakat azonnal el kellett hagyni.

### A népesség alakulása
Az iparosodásra jellemző folyamatos népességnövekedés a 19. században Bázelt sem kerülte el. Svájc második legnagyobb városává fejlődött Zürich mögött. 1970-től a szuburbanizáció által csökkenni kezdett a népesség. 1970 és 2005 között több mint 51 000 lakos költözött a városhatáron kívülre. Ugyanebben az időszakban mintegy 12 000 külföldi költözött a városba. A nettó 39 000 lakosnyi csökkenés elegendő volt ahhoz, hogy az 1990-es évek közepére Genf megelőzze Bázelt a lakosok számát tekintve. Az adózás szempontjából potens rétegek elvándorlása és a kantonok közötti adóverseny különösen nagy probléma ennek a városnyi kantonnak.
| Év   | Lakos   |  | Év   | Lakos   |
| ---- | ------- |  | ---- | ------- |
| 1774 | 15 040  |  | 1910 | 132 276 |
| 1815 | 16 674  |  | 1920 | 135 976 |
| 1835 | 21 219  |  | 1930 | 148 063 |
| 1847 | 25 787  |  | 1941 | 162 105 |
| 1850 | 27 170  |  | 1950 | 183 543 |
| 1860 | 37 915  |  | 1960 | 206 746 |
| 1870 | 44 122  |  | 1970 | 212 857 |
| 1880 | 60 550  |  | 1980 | 182 143 |
| 1888 | 69 809  |  | 1990 | 178 428 |
| 1900 | 109 161 |  | 2000 | 166 558 |

Bázel város népességének alakulása. 1900-tól az adatok Kleinhüningen lakosságát is magukba foglalják.

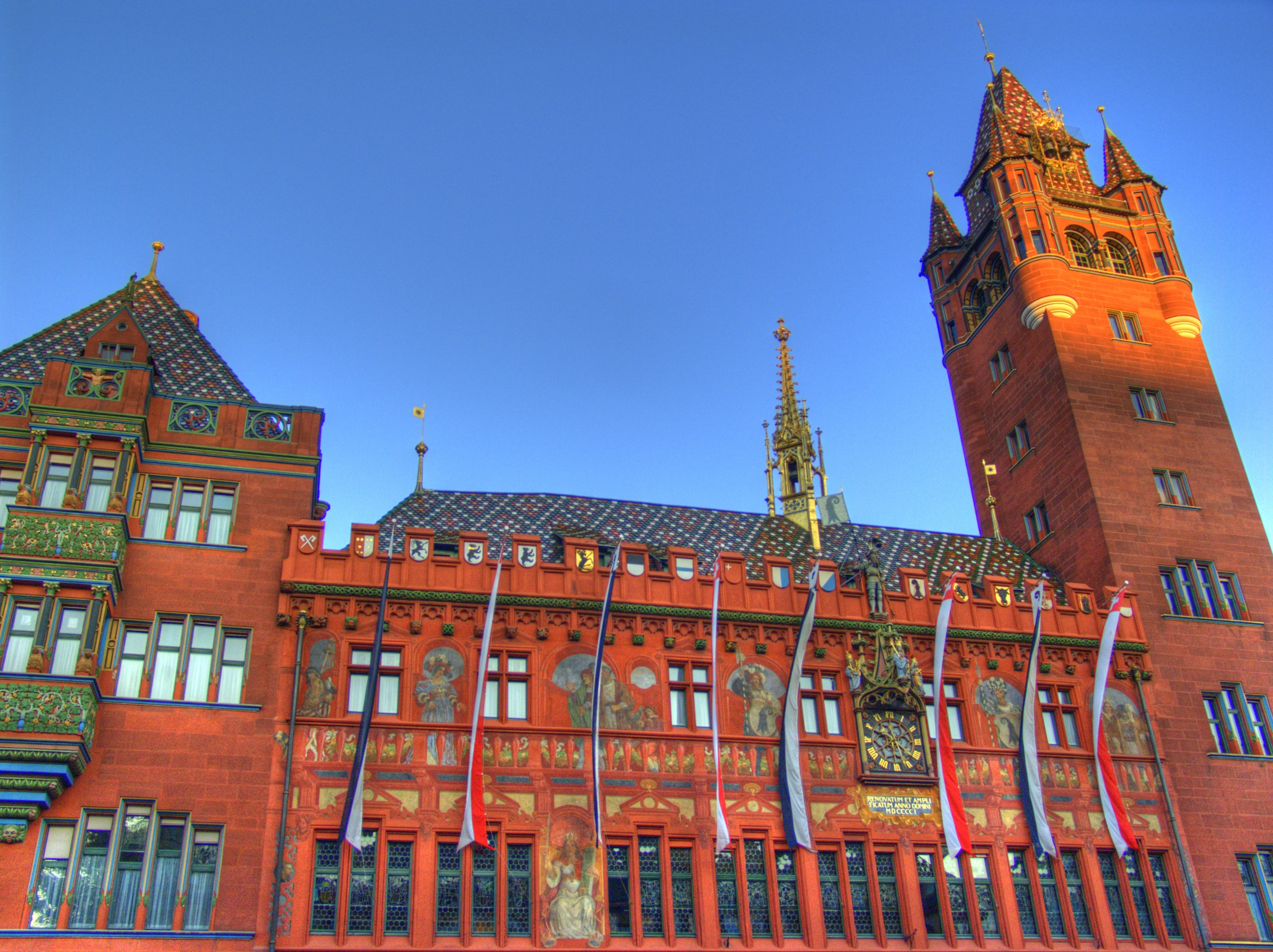
A bázeli városháza

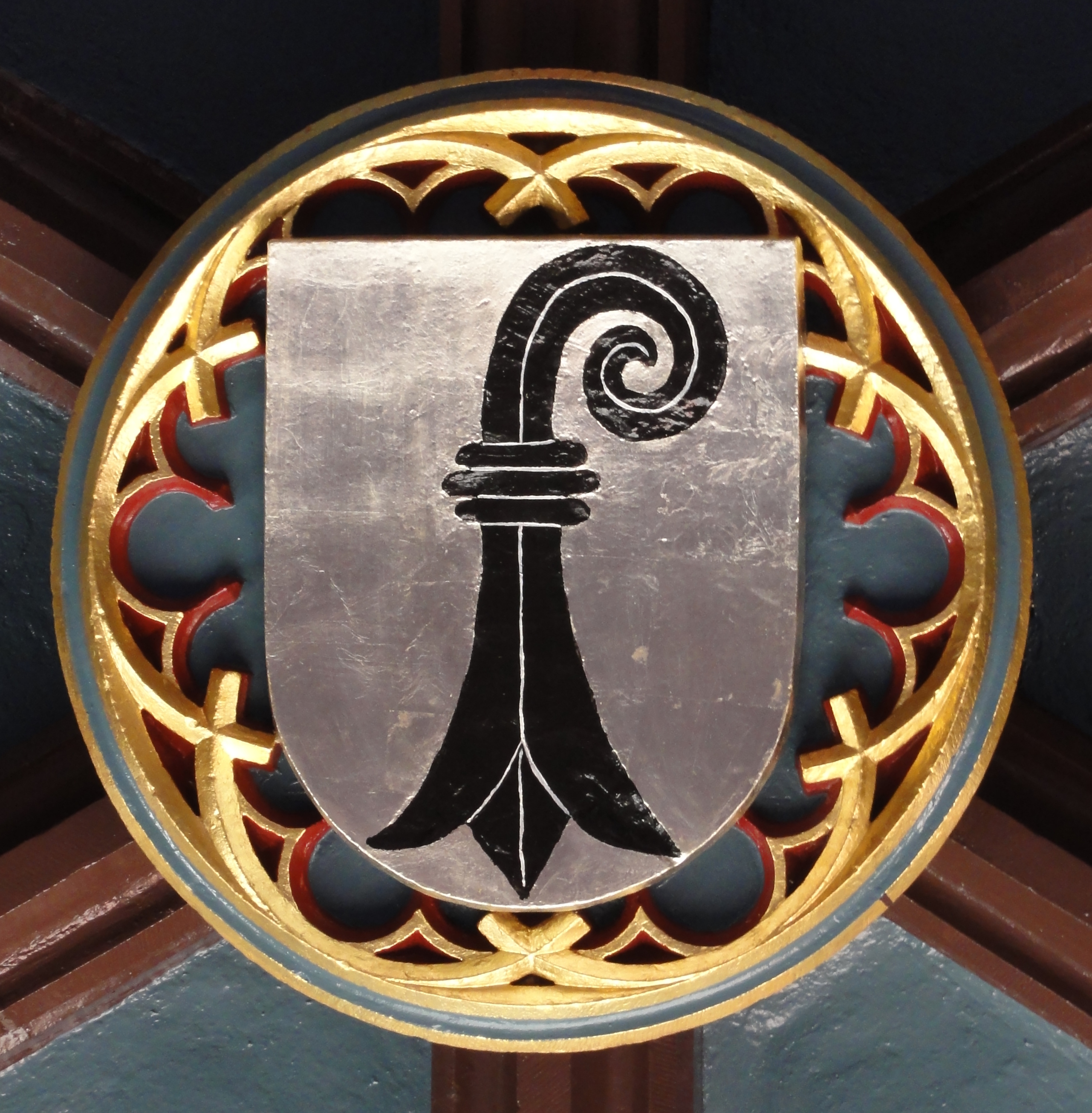
Címerdísz a városházán

## Politika

### Címer
Bázel város címere megegyezik Basel-Stadt kanton címerével, balra kunkorodó püspöki pásztorbot képével. Három vízszintes vonal töri meg a botot, amely az alján kiszélesedik és három cikkbe szakad. A címer tartói általában oroszlánok, vademberek, angyalok, és a 15. századtól már baziliszkuszok is.
A címer először a 11. században jelent meg, akkor még fabottal, amelyen a kunkor aranyból volt. A címer mai formája a 12. századból származik.

### Alkotmány
Bázel városában a kormányzati és a helyhatósági jogokat egyaránt a Basel-Stadt kanton gyakorolja, így a település maga sem törvényhozó, sem végrehajtó hatalommal nem rendelkezik. A végrehajtó hatalmat a kanton kormányzótanácsa (Regierungsrat), a törvényhozót a nagytanácsa (Großer Rat) gyakorolja. A települési és a kantoni kormányzat ilyen összevonása szokatlan Svájcban.

### Testvérvárosai
- Dél-afrikai Köztársaság, Pretoria
- Kína, Sanghaj
- Amerikai Egyesült Államok, Miami Beach

## Közlekedés
A város közlekedési csomópont Németország és Franciaország között.

### Hajózás

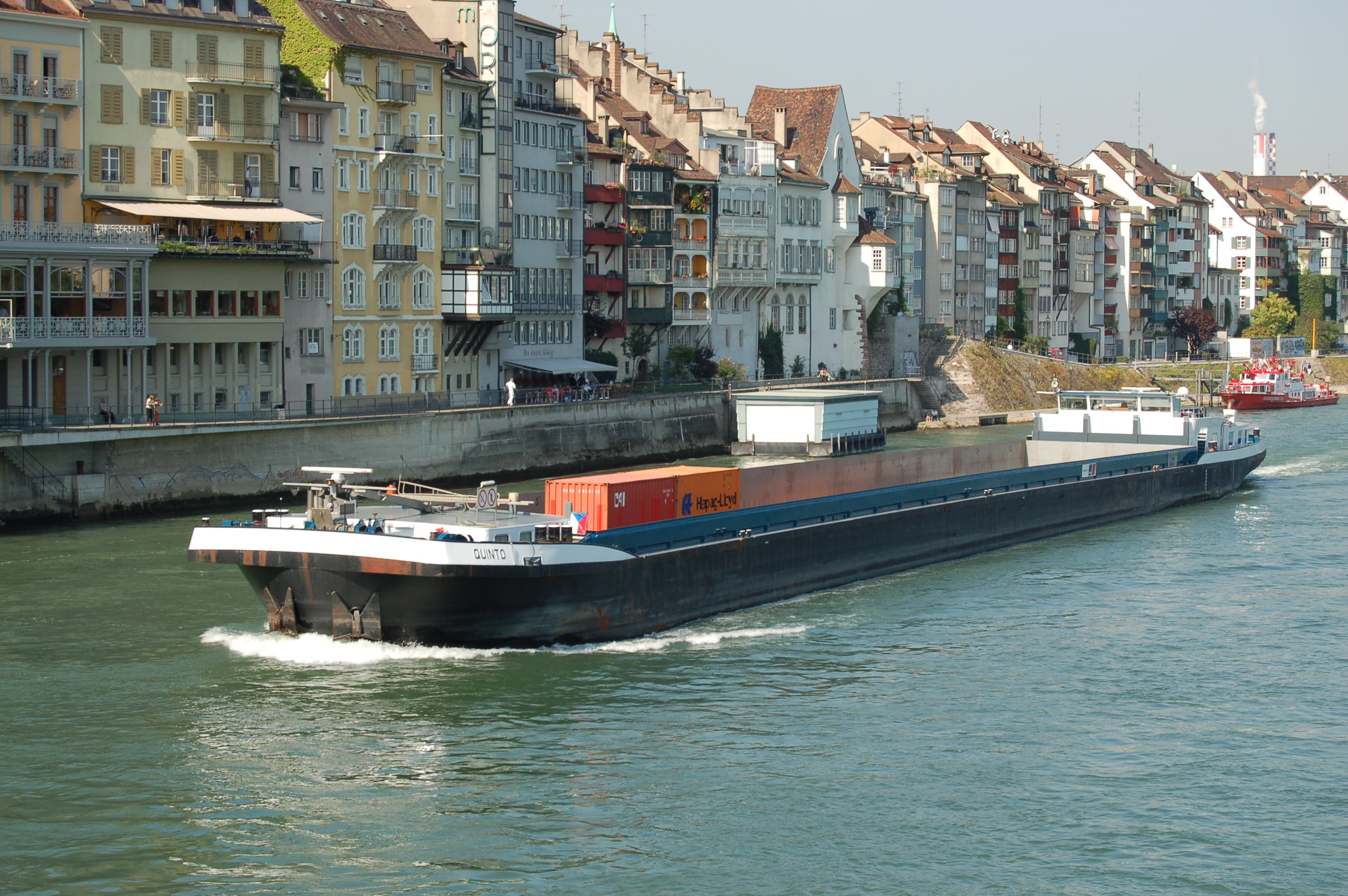
Rajnai teherhajó Bázelben

Bázel a középkor óta jelentős kereskedő- és rakodóhely a Földközi-tenger és az Északi-tenger közötti áruforgalomban. A Bázel-Rotterdam távolság víziúton 832 kilométer, amit a mai motoros hajók, árral szemben közel egy hét alatt, lefelé 3-4 nap alatt tesznek meg. A Strasbourgba jutást a Rheinseitenkanal csatorna könnyíti meg. A Rajna Bázelben a középső hídig (Mittlere Brücke) nemzetközi víznek minősül. Négy kikötője van:
1. A jobb parton: Rheinhafen Kleinhüningen
2. A bal parton: Rheinhafen St. Johann (a legrégebbi)
3. A bal parton: Hafen Birsfelden (a városhatáron kívül helyezkedik el)
4. A bal parton: Auhafen Muttenz (a városhatáron kívül helyezkedik el)

### Vasút
A város területén három távolsági közlekedésre használt pályaudvar is található. A Központi Pályaudvarról (Centralbahnhof) indulnak a belföldi járatok Zürich, Bern/Luzern és Delémont irányokba, és a nemzetközi vonatok Németország és Olaszország felé. Ugyanahhoz az épületkomplexumhoz tartozik a francia pályaudvar, ahonnan a francia vasúttársaság, az SNCF közlekedtet Mulhouse–Párizs/Brüsszel irányokba szerelvényeket. A német vasúttársaság (Deutsche Bahn) üzemelteti a város északi részén található Badischer Bahnhof-ot (Basel Bad Bf).

### Autó
Luzern és Bázel között van az A2 autópálya. Karlsruhe irányába a német A5, Mulhouse felé a francia A35 autópálya vezet.
A városon belül a großbaseli részben vezet három nagyobb koncentrikus sugárút. A belváros nagy részére nem szabad autóval behajtani.

### Közösségi közlekedés

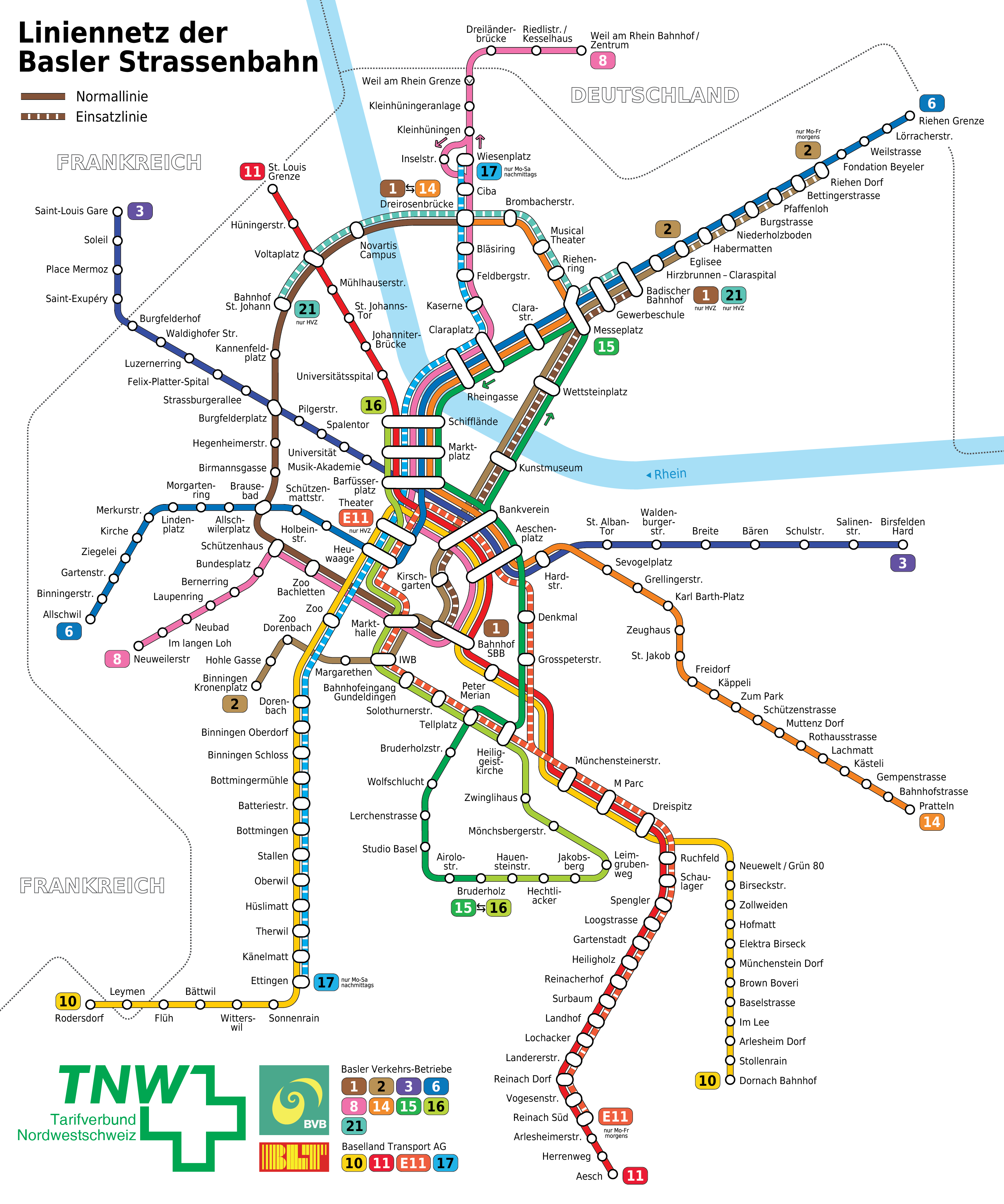
a villamos-hálózat térképe

A városban buszok és villamosok közlekednek. A villamost a svájci német nyelven a Tram szóval illetik. A villamosok járatsűrűsége napszaktól és vonaltól függően 6 és 30 perc között változik.

## Gazdaság

### Vendéglátóipar
Bázelben számos komoly múltra visszatekintő hotel és vendéglátóipari egység van.
A großbaseli Hotel Les Trois Rois közvetlenül a Rajnaparton, a Mittlere Brücke mellett áll. Európa egyik legrégebben nyilvántartott szállodája (az első említés Gasthof Drei Könige néven 1681-ből származik). Sok történelmi személyiség szállt meg itt (például Bonaparte Napóleon, Theodor Herzl, Johann Wolfgang von Goethe, Voltaire, Pablo Picasso, Thomas Mann, Marc Chagall, Richard Wagner és a The Rolling Stones. Memoárjaiban Giacomo Casanova is azt írja, hogy a Drei Könige a város legjobb szállója. Európa vezető hoteljei közé tartozik még a Luxushotel is. Az 1884-es építésű, Amadeus Merian által tervezett klasszicista épületet 2004–2006 között átfogóan renoválták, rekonstruálták és kibővítették. Mivel Basel vásárváros, számos más hotellel is rendelkezik, amelyek közül aránylag sok a 4-5 csillagos.

### Könyvkiadás
Az egyetem alapítása a nyomdászatot és a könyvkiadást is fellendítette. Ma is több mint 15 könyvkiadó található a településen.

## Kultúra

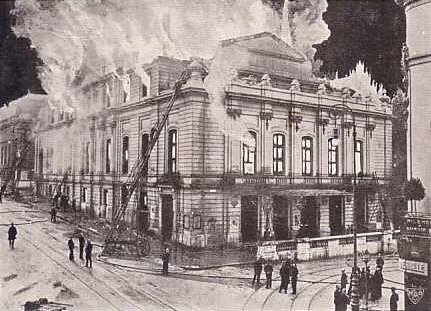
Tűzvész a Városi Színházban, 1904

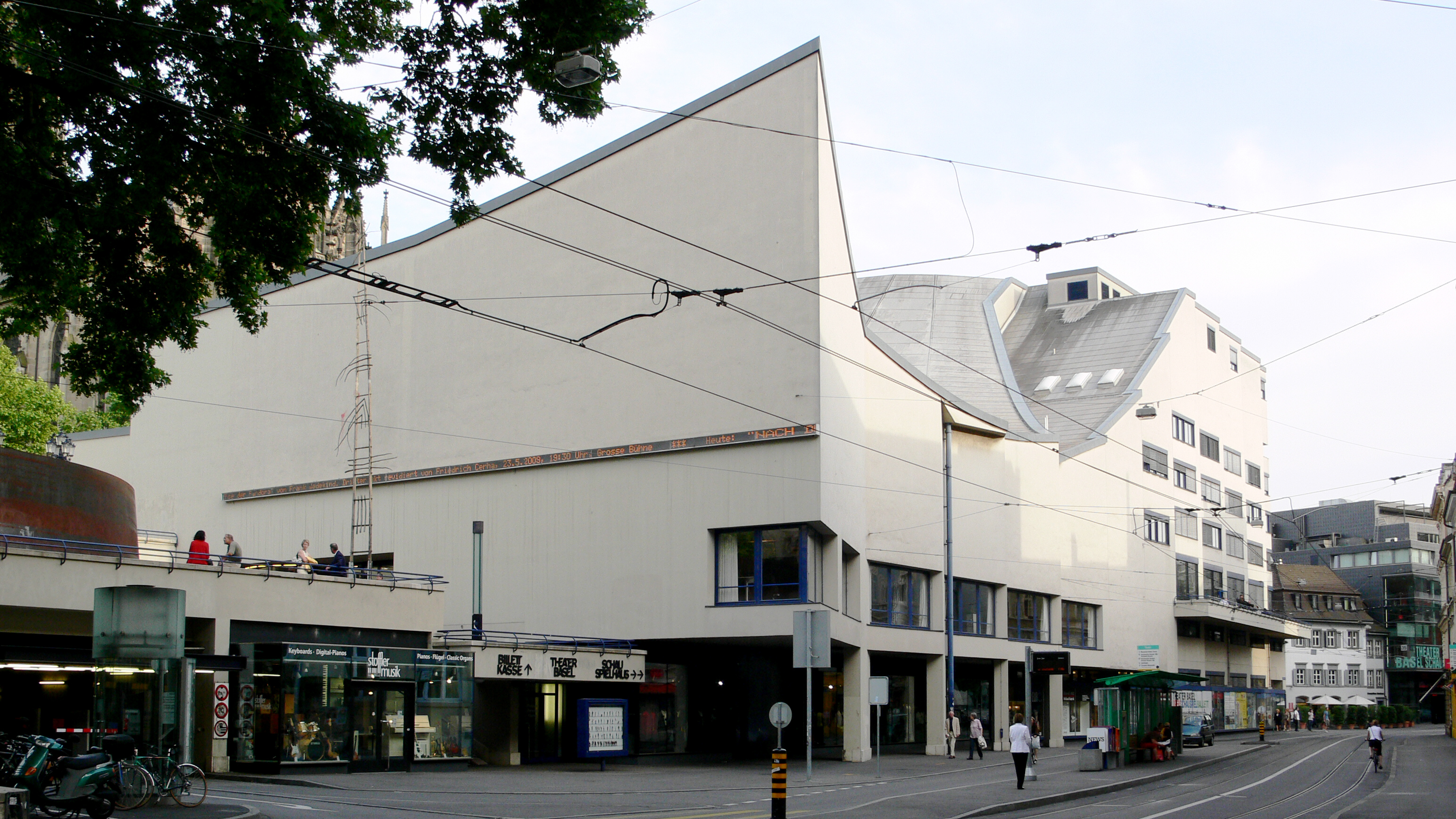
Az új Városi Színház

### Zene
A városban több zenekar is található: Sinfonietta, Capriccio Basel, Ensemble Phoenix, Bázel Kamaraegyüttes, és itt működik a Bázeli Fiúkórus. Minden harmadik évben Bázelben rendezik meg az Európai Ifjúsági Kórusfesztivált.
A város ad otthont a 2025-ös Eurovíziós Dalfesztiválnak.

### Színházak
A városban német nyelvű színházakat találunk. A Táncszínház és az Opera a legismertebbek.

### Múzeumok
Bázel legfontosabb múzeuma a Városi Múzeum. A Művészeti Múzeumban a 19-20. századi művészek tárgyai láthatóak.

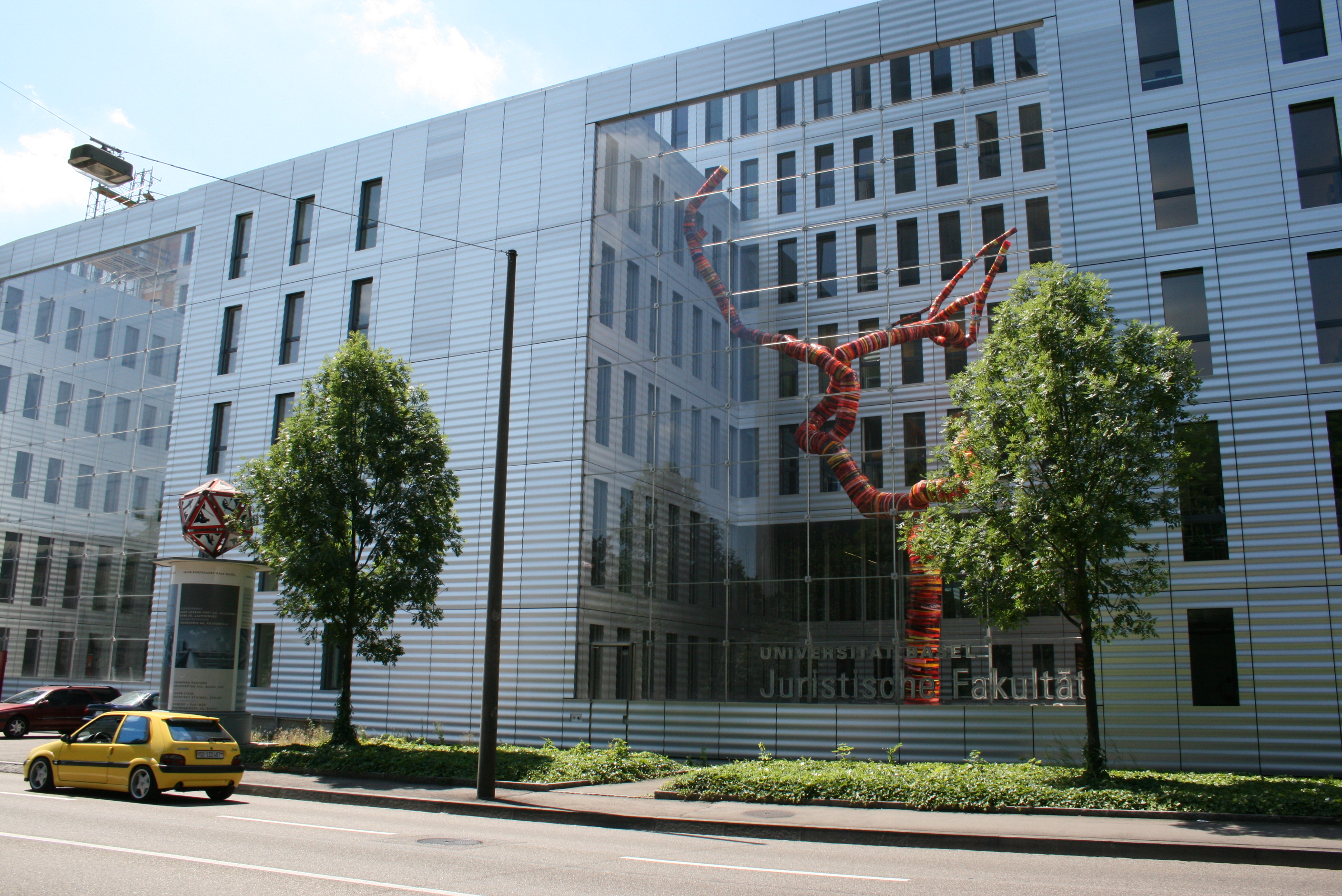
Az egyetem jogi kara

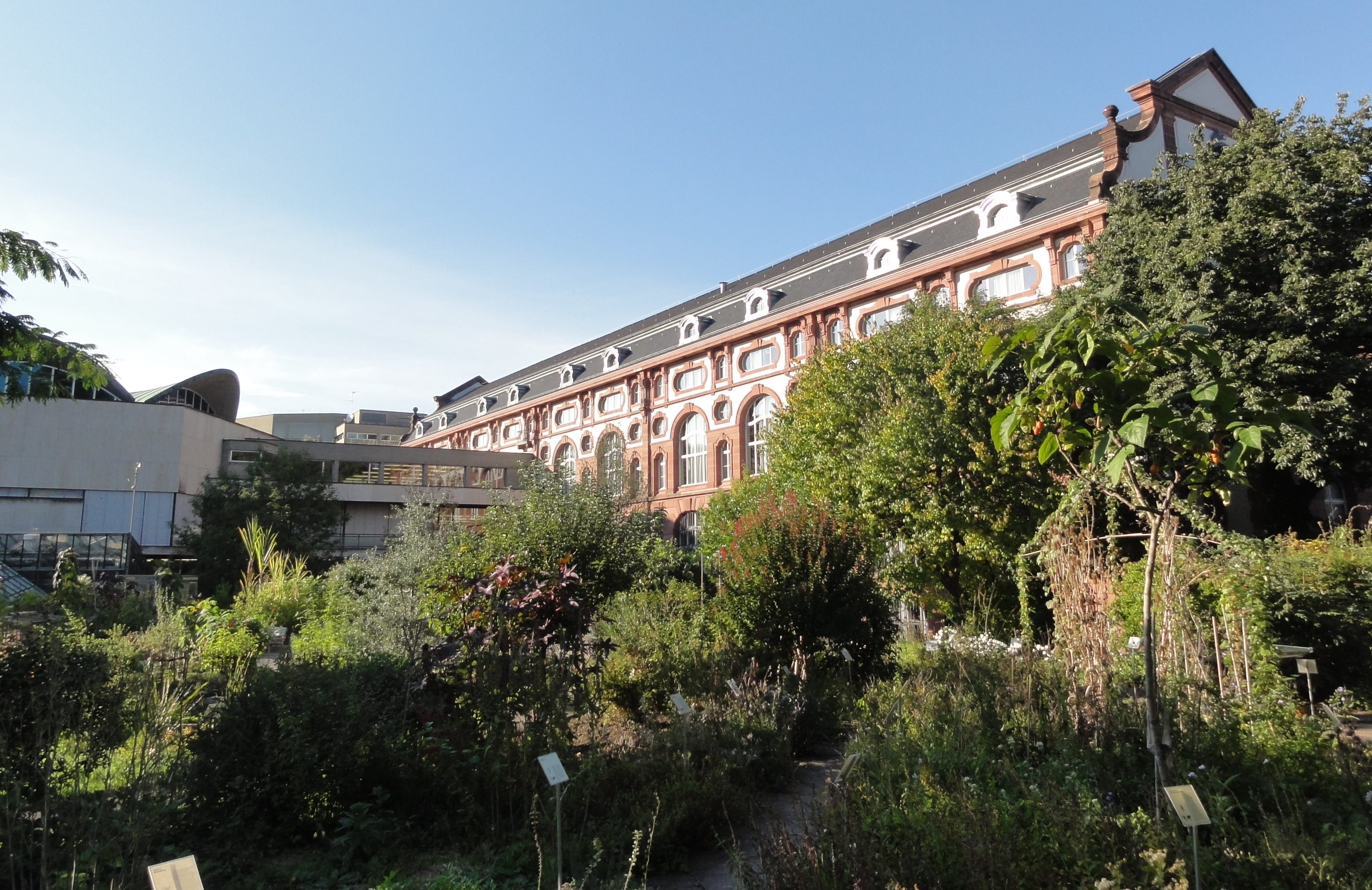
Az egyetem növénykertje

További múzeumok:
- Építészeti Múzeum
- Természetrajzi Múzeum
- Néprajzi Múzeum
- Zsidómúzeum
- Anatómiai Múzeum
- Babamúzeum

### Oktatás
Bázel egyetemi város. A Bázeli Egyetemet (Universität Basel) 1460-ban alapították, karai a következők: teológia, jog, bölcsészettudomány, orvostudomány, közgazdaság, természettudomány és pszichológia. Nemzetközi hírű az intézmény biocentruma (Biozentrum der Universität Basel). Az egyetem mellett egy szakfőiskola is található a városban, amelynek a neve Északnyugat-Svájci Szakfőiskola (németül: Fachhochschule Nordwestschweiz (FHNW)). Ez a központosított vezetésű intézmény 8 főiskolát foglal magába. Említésre méltó még harmadik helyen Bázel Város Zeneakadémiája (Musik-Akademie der Stadt Basel) amelynek része egy zeneiskola és a Schola Cantorum Basiliensis. Negyedik helyen áll a nevezetességi sorrendben a Népfőiskola (Volkshochschule), amely a felnőttképzésben vállal szerepet.

### Média
A város és a környék legnagyobb napilapja a Basler Zeitung. Ezenkívül van egy kisebb lap, a Liestal. A kantonhoz tartozó Riehen és Bettingen hetilapja a Riehener Zeitung.
A város legnagyobb rádiója a svájci állami rádió, a SRF, ezenkívül több kisebb magánrádió is van: Radio Basilisk, Radio Basel 1 és a Radio X.

### Sport
Basel az évente megrendezett Swiss Indoors ATP-tenisztorna helyszíne.

## Híres emberek
- Lucius Munatius Plancus (kb. Kr. e. 87 – kb. Kr. e. 15), a város alapítója
- Jacob Bernoulli (1645–1705) matematikus
- Johann Bernoulli (1667–1748) matematikus és fia[7]
- Daniel Bernoulli (1700–1782) matematikus, fizikus (Bernoulli törvénye)
- Leonhard Euler (1707–1783) matematikus
- Johann Bernoulli (1710–1790) matematikus
- Jakob Emanuel Handmann (1718–1781) festő
- Johann Peter Hebel (1760–1826) költő
- Jacob Burckhardt (1818–1897) történész, teológus, filozófus
- Karl Barth (1886–1968) református teológus
- Arthur Cohn (1927–) filmproducer
- Beat Raaflaub (1946–) karmester
- Roger Federer (1981–) teniszező
- Anna Rossinelli (1987–) énekesnő
- Zoë Më (2000–) énekesnő

## Templomok

### Református

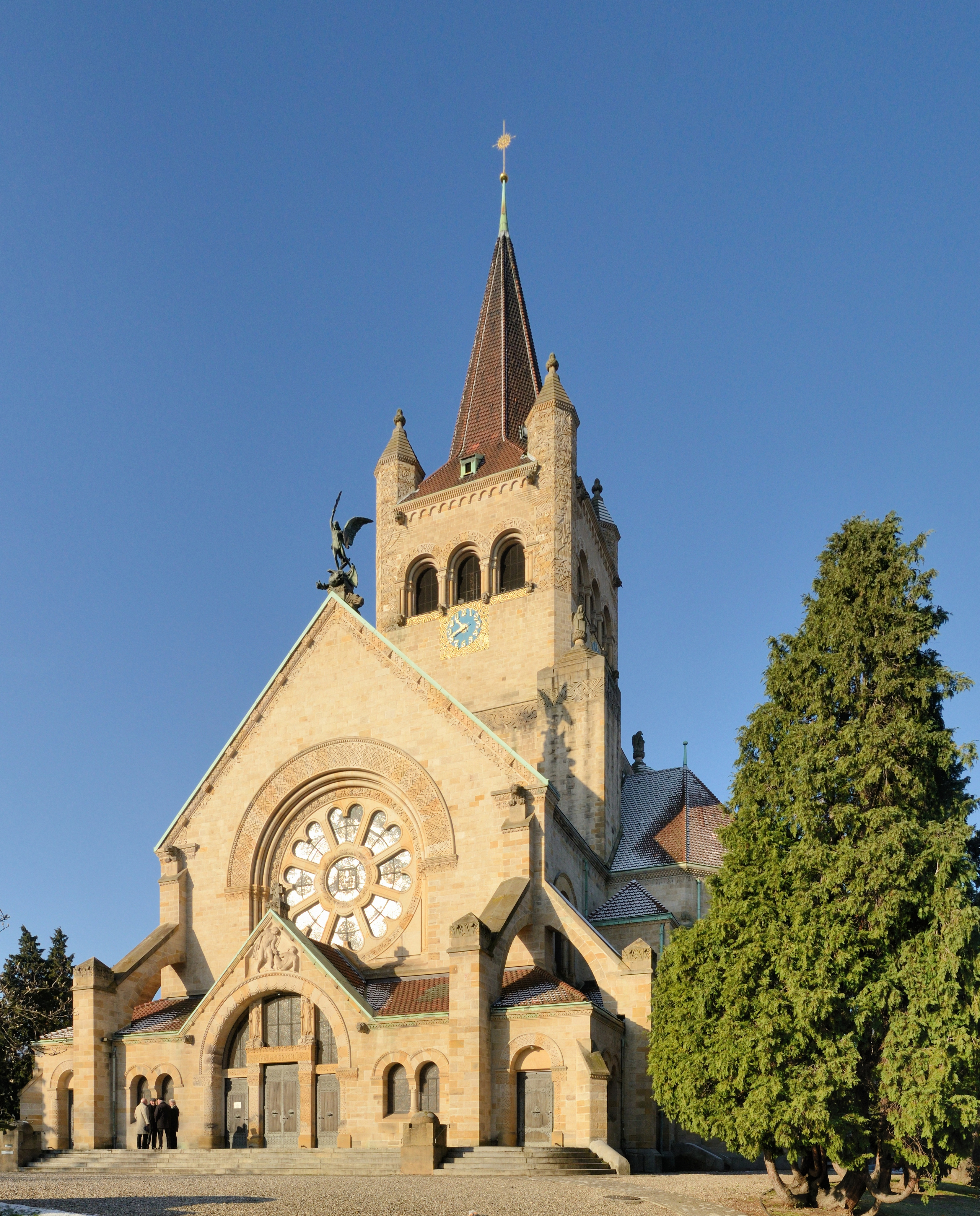
Pál-templom (református)

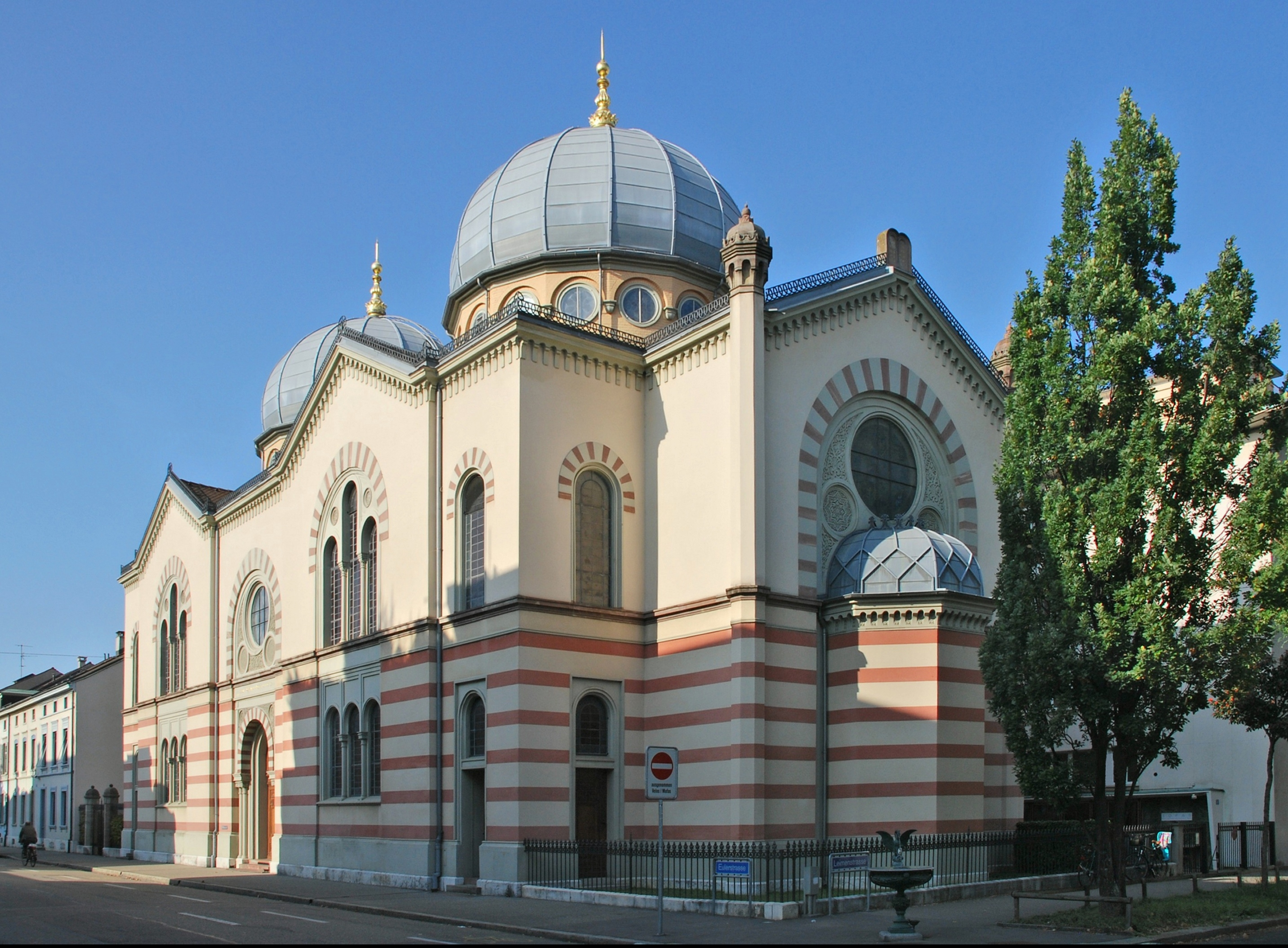
A zsinagóga

- Pál-templom (református)Basler Münster
- Kleinhüningeni templom
- Erzsébet-templom
- Gellért-templom
- János-templom
- Leonard-templom
- Lukács-templom
- Márk-templom
- Márton-templom
- Mátyás-templom
- Oekolampad-templom
- Pál-templom
- Péter-templom
- A zsinagógaSzent Albán-templom
- Szent Jakab-templom
- István-templom
- Tódor-templom
- Tamás-templom
- Titus-templom

### Római katolikus
- Mindenszentek temploma
- Szt. Antal-templom
- X. Piusz pápa-templom (Chiesa di San Pio X-mo)
- Szt. Kristóf-templom
- Szt. Klára-templom
- Église du Sacré-Cœur
- Don Bosco-templom
- Szent Lélek-templom
- Szt. József-templom
- Szűz Mária-templom
- Szt. Mihály-templom

### Ókeresztyén
- Prédikátor-templom

### Zsidó
- Bázeli zsinagóga